# Wincentów (gromada)
Wincentów – dawna gromada, czyli najmniejsza jednostka podziału terytorialnego Polskiej Rzeczypospolitej Ludowej w latach 1954–1972.
Gromady, z gromadzkimi radami narodowymi (GRN) jako organami władzy najniższego stopnia na wsi, funkcjonowały od reformy reorganizującej administrację wiejską przeprowadzonej jesienią 1954 do momentu ich zniesienia z dniem 1 stycznia 1973, tym samym wypierając organizację gminną w latach 1954–1972.
Gromadę Wincentów z siedzibą GRN w Wincentowie utworzono – jako jedną z 8759 gromad na obszarze Polski – w powiecie piaseczyńskim w woj. warszawskim, na mocy uchwały nr VI/10/12/54 WRN w Warszawie z dnia 5 października 1954. W skład jednostki weszły obszary dotychczasowych gromad Aleksandrów, Buczynów, Czaplin, Karolina, Linin, Pęcław, Wincentów i Dębówka ze zniesionej gminy Czersk w tymże powiecie. Dla gromady ustalono 11 członków gromadzkiej rady narodowej.
31 grudnia 1959 z gromady Wincentów wyłączono wsie Aleksandrów, Buczynów, Karolina, Linin i Pęcław, włączając je do gromady Czersk w tymże powiecie, po czym gromadę Wincentów zniesiono a jej (pozostały) obszar włączono do gromady Sobików tamże.